# 江簡珪
江 簡珪（こう かんけい）は、南朝宋の後廃帝劉昱の皇后。本貫は済陽郡考城県。

## 経歴
北中郎長史江智淵の子の江季筠の娘にあたる。泰始5年（469年）、明帝が太子妃となる候補を探させたが、名家の娘には不都合が多く、門閥の後ろ盾を持たない江氏が卜筮により最も吉とされて、簡珪は東宮に入った。泰始6年（470年）、皇太子妃として立てられた。泰豫元年（472年）4月に劉昱が即位すると、同年6月に簡珪は皇后に立てられた。昇明元年（477年）、劉昱が廃位されると、簡珪は蒼梧王妃に降格された。

## 逸話
江簡珪が皇太子妃に立てられると、朝士や州刺史・郡太守たちはこれを祝って贈り物を献上し、多くは値百金に近いものであった。始興郡太守の孫奉伯は琴と書を献上しただけだったため、明帝の怒りを買って、毒薬を与えられて死を命じられた。

## 伝記資料
- 『宋書』巻41 列伝第1
- 『南史』巻11 列伝第1